# Forbidden Door (2023)
Forbidden Door (2023) – gala wrestlingu wyprodukowana przez federacje i dla zawodników All Elite Wrestling (AEW) oraz New Japan Pro-Wrestling (NJPW). Odbyła się 25 czerwca 2023 w Scotiabank Arena w Toronto w prowincji Ontario w Kanadzie. Emisja była przeprowadzana na żywo przez serwis strumieniowy B/R Live w Ameryce Północnej, za pośrednictwem FITE TV na całym świecie i przez NJPW World w Japonii oraz w systemie pay-per-view. Była to druga wspólna gala AEW z NJPW.
Na gali odbyło się czternaście walk, w tym cztery podczas pre-show Zero Hour i jedna jako dark match. W walce wieczoru, Bryan Danielson pokonał Kazuchikę Okadę poprzez submission. W innych ważnych walkach, Will Ospreay pokonał Kenny’ego Omegę zdobywając IWGP United States Heavyweight Championship, The Elite ("Hangman" Adam Page, Matt Jackson i Nick Jackson), Eddie Kingston i Tomohiro Ishii pokonali Blackpool Combat Club (Jona Moxleya, Wheelera Yutę i Claudio Castagnoliego), Konosuke Takeshitę i Shotę Umino w Ten-man tag team matchu, Sanada pokonał "Jungle Boy" Jacka Perry’ego broniąc IWGP World Heavyweight Championship oraz w pierwszej walce gali, MJF pokonał Hiroshi Tanahashiego broniąc AEW World Championship.

## Produkcja i rywalizacje
AEW x NJPW: Forbidden Door oferowało walki profesjonalnego wrestlingu z udziałem wrestlerów należących do federacji All Elite Wrestling oraz New Japan Pro-Wrestling. Oskryptowane rywalizacje (storyline’y) kreowane są podczas cotygodniowych gal Dynamite i Rampage oraz podczas gal związanych z New Japan Pro-Wrestling. Wrestlerzy są przedstawieni jako heele (negatywni, źli zawodnicy i najczęściej wrogowie publiki) i face’owie (pozytywni, dobrzy i najczęściej ulubieńcy publiki), którzy rywalizują pomiędzy sobą w seriach walk mających budować napięcie. Kulminacją rywalizacji jest walka wrestlerska lub ich seria.

### Owen Hart Cup
26 kwietnia na odcinku Dynamite, prezes AEW Tony Khan ogłosił, że walki turniejowe drugiego dorocznego Pucharu Owena Harta odbędą się na Forbidden Door. Na odcinku z 21 czerwca, ujawniono drabinki, a dwie walki odbędą się podczas pay-per-view - Athena zmierzy się z Billie Starkz w turnieju kobiet podczas pre-show i CM Punk zmierzy się z Satoshi Kojimą w turnieju mężczyzn. Będzie to pierwszy występ Punka w AEW pay-per-view od czasu All Out z 2022 roku, gdzie walczył w main evencie, zanim wziął udział w brawlu za kulisami z The Elite.

### Kenny Omega vs. Will Ospreay
Na Wrestle Kingdom 17, Will Ospreay stracił IWGP United States Heavyweight Championship na rzecz Kenny’ego Omegi. Omega po raz pierwszy obronił tytuł 29 marca w odcinku Dynamite, pokonując Jeffa Cobba. W kwietniu NJPW ogłosiło turniej, który wyłoni nowego pretendenta numer jeden do mistrzostwa Omegi, w którym wystąpią Ospreay, Lance Archer, Juice Robinson i Hiroshi Tanahashi. Jednak 16 kwietnia na Capital Collision, Robinson został (kayfabe) zawieszony w NJPW po zaatakowaniu Freda Rossera i sędziego NJPW podczas walki z Rosserem, która zakończyła się bez rezultatu. Wkrótce potem ogłoszono, że Rosser zastąpi Robinsona w turnieju. 16 kwietnia na gali Collision in Philadelphia, Archer pokonał Rossera. 21 maja na Resurgence, Ospreay pokonał Tanahashiego, aby ustalić walkę w finale turnieju. Finał odbył się 4 czerwca na Dominion 6.4 in Osaka-jo Hall, gdzie Ospreay pokonał Archera i został pretendentem numer jeden do tytułu US. 6 czerwca NJPW zorganizowało konferencję prasową, na której ogłoszono oficjalną walkę na Forbidden Door PPV.

### Bryan Danielson vs. Kazuchika Okada
Również na Dominion 6.4 w Osaka-jo Hall, Jon Moxley i Claudio Castagnoli z Blackpool Combat Club (BCC) połączyli siły z protegowanym Moxleya, Shotą Umino, aby zmierzyć się z Kazuchiką Okadą, Hiroshim Tanahashim i Tomohiro Ishiim o NEVER Openweight 6-Man Tag Team Championship, ale nie udało im się zdobyć tytuły. Po meczu Moxley podszedł do mikrofonu, prezentując pakiet wideo dla Okady. W filmie pojawił się inny członek BCC Bryan Danielson, który wyzwał Okadę na pojedynek. Okada odpowiedział, twierdząc, że Zakazane Drzwi będą otwarte, podbuduwując walkę na nadchodzącym PPV. 6 czerwca NJPW zorganizowało konferencję prasową, na której Okada przyjął wyzwanie Danielsona dla PPV, czyniąc walkę oficjalną.

### Sanada vs. "Jungle Boy" Jack Perry
Po All Together Again 9 czerwca zasugerowano, że mistrz świata wagi ciężkiej IWGP Sanada miałby ogłoszenie dotyczące przyszłego odcinka Dynamite dotyczące jego planów jako mistrza świata NJPW na nadchodzące Forbidden Door PPV. Plotki potwierdziły się 14 czerwca w odcinku Dynamite, gdzie Sanada pojawił się w wiadomości wideo, ogłaszając otwarte wyzwanie dla swojego tytułu na PPV. Później w programie oferta została zaakceptowana przez "Jungle Boy" Jacka Perry’ego, który poprosił swojego partnera tag teamowego Hooka, aby stał w jego narożniku podczas walki. Niedługo potem walka została oficjalnie ogłoszony na Forbidden Door. 23 czerwca w odcinku AEW Rampage Perry pokonał kolegę z drużyny Sanady Just 5 Guys, Doukiego, używając finishera Sanady, aby wygrać walkę, co doprowadziło do konfrontacji Sanady z Perrym na ringu po walce.

### MJF vs. Hiroshi Tanahashi
14 czerwca na odcinku Dynamite, Hiroshi Tanahashi z NJPW wyzwał mistrza świata AEW MJF-a na pojedynek o tytuł na Forbidden Door za pośrednictwem wiadomości wideo. Walka została oficjalnie ogłoszona dla PPV, jednak MJF twierdził, że nie jest zainteresowany obroną pasa przeciwko Tanahashiemu, twierdząc, że NJPW jest gorszą firmą, jednocześnie sugerując, że nie pokaże się na PPV. Mimo to, 21 czerwca na odcinku Dynamite, MJF przyjął wyzwanie Tanahashiego po tym, jak Adam Cole nazwał go „tchórzem”.

### Orange Cassidy vs. Zack Sabre Jr. vs. Katsuyori Shibata vs. Daniel Garcia
Międzynarodowy mistrz AEW Orange Cassidy obronił swój tytuł na Double or Nothing, wygrywając Blackjack Battle Royal. Na konferencji prasowej Cassidy został zapytany, przed kim chciałby w przyszłości bronić tytułu, na co odpowiedział, wyrażając chęć zmierzenia się z mistrzem świata NJPW World Television, Zack Sabre Jr.. W międzyczasie, 2 czerwca na odcinku Rampage, sojusznik Cassidy’ego, Katsuyori Shibata, z powodzeniem pokonał Lee Moriarty’ego, aby zachować tytuł ROH Pure Championship, chociaż został skonfrontowany z Danielem Garcią, który szukał przyszłej walki o tytuł. 14 czerwca na odcinku Dynamite, Sabre Jr. skonfrontował się z Cassidym za kulisami, chcąc umówić się na przyszłą walkę, jednak przerwał im Garcia, który zapytał Cassidy’ego o miejsce pobytu Shibaty. Cassidy zasugerował, że on i Shibata zmierzą się razem z Garcią i Sabre Jr. w następnym tygodniu w pojedynku tag team. Garcia i Sabre Jr. pokonali Cassidy’ego i Shibatę. Po walce, Four-way match o tytuł zaplanowano na Forbidden Door.

### Chris Jericho, Sammy Guevara i Minoru Suzuki vs. Sting, Darby Allin i Tetsuya Naito
Po przegranej na Double or Nothing, Sammy Guevara wrócił na Dynamite 14 czerwca, wyrażając chęć „dokonania pewnych zmian” w sobie w AEW. Guevarze przerwał Darby Allin, który również przegrał w Double or Nothing, który zasugerował, że Guevara nie powinien żyć w cieniu Jericho Appreciation Society (JAS). Doprowadziło to do tego, że lider JAS, Chris Jericho, skonfrontował się z duetem, krytykując Allina za jego sugestię i kwestionując dystans Guevary od JAS i sugerując, że on i Guevara powinni współpracować, aby przywrócić Guevarę do frakcji. Gdy Jericho zasugerował zaatakowanie Allina, Sting wszedł na ring, stając twarzą w twarz z Jericho, który wkrótce uciekł z ringu. W następnym tygodniu, po współpracy z Guevarą i Minoru Suzuki, aby pokonać Dariusa Martina, Action Andrettiego i AR Foxa, Jericho wezwał Stinga i Allina, rzucając im wyzwanie znalezienia partnera, który zmierzy się z nim, Guevarą i Suzuki na Forbidden Door, które Stingi Allin się zgodził, a Allin stwierdził, że mają partnera, którego ujawnią na odcinku Collision z tego tygodnia. Na odcinku, partnerem Stinga i Allina okazał się stary rywal Jericho, Tetsuya Naito, który zadebiutował w AEW, a six-man tag team match został oficjalnie ogłoszony na Forbidden Door.

### Toni Storm vs. Willow Nightingale
14 czerwca w odcinku Dynamite, mistrzyni świata kobiet AEW, Toni Storm skutecznie obroniła swój tytuł przeciwko Skye Blue. Po walki Storm i koleżanka z drużyny Ruby Soho zaatakowały Blue, ale została uratowana przez mistrzynię NJPW Strong Women’s, Willow Nightingale. Na debiutanckim odcinku Collision, Nightingale i Blue pokonały Storma i Soho w tag team matchu. Wkrótce potem ogłoszono, że Storm będzie bronić swojego mistrzostwa świata kobiet AEW przeciwko Nightingale na Forbidden Door.

### Odwołana walka

#### Adam Cole vs. Tom Lawlor
21 czerwca na odcinku Dynamite ujawniono, że rywale MJF i Adam Cole połączą siły w turnieju Blind Eliminator, aby wyłonić pretendenta numer jeden do AEW World Tag Team Championship, ku wielkiemu przerażeniu obu mężczyzn. Dwa dni później MJF zadebiutował naRampage, przerywając Cole’owi i informując go, że zaaranżował Cole’owi walkę na Forbidden Door przeciwko Tomowi Lawlorowi z NJPW. Doprowadziło to do tego, że Lawlor i Royce Isaacs z Team Filthy zadebiutowali w AEW, atakując Cole’a, gdy MJF kpiąco drażnił się, ratując swojego partnera Cole’a przed atakiem. Jednak w dniu gali ogłoszono, że Cole nie został dopuszczony do udziału w walce z medycznego punktu widzenia i dlatego walka Forbidden Door została odwołana. Zamiast tego Lawlor zmierzył się z Serpentico w dark matchu. Podczas konferencji prasowej po gali Tony Khan powiedział, że choroba Cole’a wydaje się być grypą.

## Wyniki walk
| Nr | Wyniki | Stypulacje                                                  | Czas  |
| --- | --- | ----------------------------------------------------------- | ----- |
| 1D | Tom Lawlor (z Royce Isaacs) pokonał Serpentico (z Lutherem) poprzez pinfall | Singles match                                               | 4:10  |
| 2P | Mogul Embassy (Swerve Strickland, Toa Liona i Bishop Kaun) (z Prince Naną) pokonali Roppongi Vice (Rocky’ego Romero i Trenta Berettę) i El Desperado poprzez pinfall                                                                 | Six-man tag team match                                      | 12:30 |
| 3P | Athena pokonała Billie Starkz poprzez pinfall | Pierwsza runda turnieju Women’s Owen Hart Cup               | 7:50  |
| 4P | El Phantasmo pokonał Stu Graysona poprzez pinfall | Singles match                                               | 7:15  |
| 5P | Los Ingobernables de Japon (Shingo Takagi, Bushi i Hiromu Takahashi) pokonali United Empire (Jeffa Cobba, Kyle’a Fletchera i TJP) poprzez pinfall                                                                                    | Trios match                                                 | 7:30  |
| 6 | MJF (c) pokonał Hiroshiego Tanahashiego poprzez pinfall | Singles match o AEW World Championship                      | 15:30 |
| 7 | CM Punk pokonał Satoshi Kojimę poprzez pinfall | Pierwsza runda turnieju Men’s Owen Hart Cup                 | 13:40 |
| 8 | Orange Cassidy (c) pokonał Zack Sabre Jr., Katsuyori Shibatę i Daniela Garcię poprzez pinfall | Four-way match o AEW International Championship             | 11:15 |
| 9 | Sanada (c) (z Doukim) pokonał "Jungle Boy" Jacka Perry’ego (z Hookiem) poprzez pinfall | Singles match o IWGP World Heavyweight Championship         | 10:45 |
| 10 | The Elite ("Hangman" Adam Page, Matt Jackson i Nick Jackson), Eddie Kingston i Tomohiro Ishii pokonali Blackpool Combat Club (Jona Moxleya, Wheelera Yutę i Claudio Castagnoliego), Konosuke Takeshitę i Shotę Umino poprzez pinfall | 10-man tag team match                                       | 21:25 |
| 11 | Toni Storm (c) (z Sarayą i Ruby Soho) pokonała Willow Nightingale poprzez pinfall | Singles match o AEW Women’s World Championship              | 10:30 |
| 12 | Will Ospreay (z Don Callisem) pokonał Kenny’ego Omegę (c) poprzez pinfall | Singles match o IWGP United States Heavyweight Championship | 39:45 |
| 13 | Sting, Darby Allin i Tetsuya Naito pokonali Le Suzuki Gods (Chrisa Jericho, Sammy’ego Guevarę i Minoru Suzuki) poprzez pinfall | Trios match                                                 | 15:10 |
| 14 | Bryan Danielson pokonał Kazuchikę Okadę poprzez submission | Singles match                                               | 27:40 |
| (c) – mistrz/mistrzyni przed walkąD – walka była dark matchem (nietransmitowana w TV)P – walka miała miejsce w pre-show | |                                                             |       |

### Turniej o miano pretendenta do IWGP United States Heavyweight Championship
|  |                                                                             |                                                                             |              |     |                                                 |                                                 |
|  | Pierwsza runda Collision in Philadelphia (16 kwietnia) Resurgence (21 maja) | Pierwsza runda Collision in Philadelphia (16 kwietnia) Resurgence (21 maja) |              |     | Finał Dominion 6.4 in Osaka-jo Hall (4 czerwca) | Finał Dominion 6.4 in Osaka-jo Hall (4 czerwca) |
|  | Pierwsza runda Collision in Philadelphia (16 kwietnia) Resurgence (21 maja) | Pierwsza runda Collision in Philadelphia (16 kwietnia) Resurgence (21 maja) |              |     | Finał Dominion 6.4 in Osaka-jo Hall (4 czerwca) | Finał Dominion 6.4 in Osaka-jo Hall (4 czerwca) |
|  |                                                                             |                                                                             |              |     |                                                 |                                                 |
|  |                                                                             |                                                                             |              |     |                                                 |                                                 |
|  | Lance Archer                                                                | Pin                                                                         |              |     |                                                 |                                                 |
|  | Lance Archer                                                                | Pin                                                                         |              |     |                                                 |                                                 |
|  | Fred Rosser                                                                 | 14:22                                                                       |              |     |                                                 |                                                 |
|  | Fred Rosser                                                                 | 14:22                                                                       |              |     | Lance Archer                                    | 8:01                                            |
|  |                                                                             |                                                                             |              |     | Lance Archer                                    | 8:01                                            |
|  |                                                                             |                                                                             | Will Ospreay | Pin |                                                 |                                                 |
|  | Will Ospreay                                                                | Pin                                                                         | Will Ospreay | Pin |                                                 |                                                 |
|  | Will Ospreay                                                                | Pin                                                                         |              |     |                                                 |                                                 |
|  | Hiroshi Tanahashi                                                           | 16:44                                                                       |              |     |                                                 |                                                 |
|  | Hiroshi Tanahashi                                                           | 16:44                                                                       |              |     |                                                 |                                                 |
|  |                                                                             |                                                                             |              |     |                                                 |                                                 |